# 愛川町立半原小学校
愛川町立半原小学校（あいかわちょうりつ はんばらしょうがっこう）は、神奈川県愛甲郡愛川町半原にある公立小学校。

## 沿革
出典
- 1873年（明治6年）11月 - 半原村の和平観音堂に「半原小学校」創立。
- 1877年（明治10年）1月 - 旧半原、田代、角田、三増の4村を1学区と定め、「第1大学区 第1学区 第88小学養成館支校 半原小学校」と改称。
- 1887年（明治20年）7月 - 「公立高等併置半原小学校」に改称。
- 1892年（明治25年）3月 - 「尋常高等半原小学校」に改称。
- 1923年（大正12年）4月 - 「愛甲郡半原小学校」に改称。
- 1941年（昭和16年）4月 - 国民学校令により、「愛川町立半原国民学校」に改称。
- 1947年（昭和22年）4月 - 学制改革により、「愛川町立半原小学校」に改称。
- 1971年（昭和46年）
  - 3月7日 - 校歌制定（作詞:丘灯至夫・作曲:古関裕而）。
  - 7月 - プール新設。
- 1978年（昭和53年）3月 - 鉄筋コンクリート4階建の新校舎完成。
- 1984年（昭和59年）3月 - 鉄筋コンクリート4階建校舎増築。同月、創立110周年記念式典挙行。
- 1987年（昭和62年）4月 - 学校林卒業記念植樹（桜50本）。
- 1988年（昭和63年）
  - 8月 - 校舎増築（竣工式3月27日）。
  - 11月 - 体育館改築。
- 1994年（平成6年）4月 - プール全面改装。
- 2001年（平成13年）
  - 7月 - 校舎大規模改造工事完了。
  - 10月 - 特設クラブ「レッドデビルス」創設。
- 2002年（平成14年）9月 - 特設クラブ「ホワイトエンジェルス」創設。
- 2011年（平成23年）1月 - 特設クラブ「スターフレンズ」（和づくり）創設。
- 2013年（平成25年）11月 - 創立140周年記念事業として、写真撮影実施。
- 2017年（平成29年）8月 - 外トイレ新築。
- 2019年（令和元年）5月 - 学校林管理委員会より、テント1張寄贈。
- 2021年（令和3年）3月 - 『GIGAスクール構想』により、児童1人に1台の端末貸与。
- 2023年（令和5年） - 創立150周年記念の各種行事開催。

## 学校教育目標
出典
心豊かに すこやかに

## 通学区域と進学先中学校
出典

### 通学区域
- 大字半原（愛川町立田代小学校通学区域を除く）

### 進学先中学校
- 愛川町立愛川中学校

## アクセス
出典
- 小田急小田原線本厚木駅より、神奈川中央交通バス 「厚01」・「厚02」各系統の「半原行」に乗車し、
  - 「厚01」系統で、「原臼」バス停下車後、徒歩10分。
  - 「厚02」系統で、「学校入口」バス停下車後、徒歩10分。